# Trenincorsa
Trenincorsa est un groupe italien de folk rock, originaire de Luino, dans la province de Varèse. Leurs chansons se caractérisent par de nombreux mélanges rock, pop et country, ainsi que par des références à la musique traditionnelle irlandaise. Le mélange de l'accordéon et des percussions africaines est également remarquable. Dans leurs paroles, ils utilisent fréquemment le lombard comme outil poétique, évocateur et expressif.

## Histoire
Le groupe est formé en octobre 2001 sur une idée de Matteo Carassini (chant et guitare acoustique) qui, en quelques mois, réunit le premier noyau du groupe : l'accordéoniste Giovanni Bruno et le percussionniste Fabio Ferrari. Lors du premier festival de musique de Mantoue (2003), ils rencontrent Toast Records en la personne de Giulio Tedeschi, avec qui ils entament une collaboration au niveau national et en Europe du Nord.
Parmi les diverses collaborations, il convient de mentionner celles avec l'auteur-compositeur-interprète lombard Davide Van De Sfroos, avec Nanni Svampa et Enrico « Erriquez » Greppi, du Bandabardò. Le groupe est également à l'origine de la chanson Varés, enregistrée en 2012 en l'honneur de la ville de Varèse, et adoptée comme hymne officiel de l'équipe trois ans plus tard, en 2015,.
En 2014, Trenincorsa est l'auteur et interprète de la partie musicale de la pièce Luoghi Dentro, écrite par son leader Matteo Carassini en collaboration avec l'actrice et metteur en scène Silvia Sartorio. Le spectacle est librement adapté du récit autobiographique Petali nel vento de l'écrivain tessinois Nadir Fieni, qui est toujours lié au groupe par une relation d'estime mutuelle et d'amitié. Le concert est présenté à plusieurs reprises dans le nord de l'Italie, avec d'importantes collaborations, et fait l'objet d'un DVD enregistré en direct dans les studios de la RSI.
Le groupe reprend ses concerts en 2022 après plusieurs mois d'interruption et, à l'occasion du premier concert, le guitariste Alessio Isgrò est introduit dans le line-up. La même année, le bassiste Ilario Longhi forme en parallèle le groupe Araldyca, auquel participe Matteo Carassini lui-même. 

## Membres

### Membres actuels
- Matteo Carassini – voix, guitare acoustique
- Giuseppe Gigliola – batterie
- Giovanni Bruno – accordéon
- Ilario Longhi – basse
- Alessio Isgrò – guitare

### Anciens membres
- Claudio Noseda – guitare acoustique
- Fabio Ferrari – percussions
- Simone Jovenitti – claviers

## Discographie

### Albums studio
- 2005 : Stazione Resistenza (Toast Records)
- 2007 : La danza dei sogni	(Toast Records)
- 2010 : Verso casa (Toast Records)
- 2012 : Abracadabra (Latlantide)
- 2016 : Barba e capelli (Latlantide)

### EP
- 2004 : Fino a che non cambierà (Toast Records)
- 2014 : Un alter Natal (Latlantide)

### Apparitions
- 2006 : Meiduemilasei, avec le morceau Sognatori (Cinico Disincanto)
- 2012 : Dieci, avec le morceau La Girandula (Toast Records)